# Club de Yates de Alemania

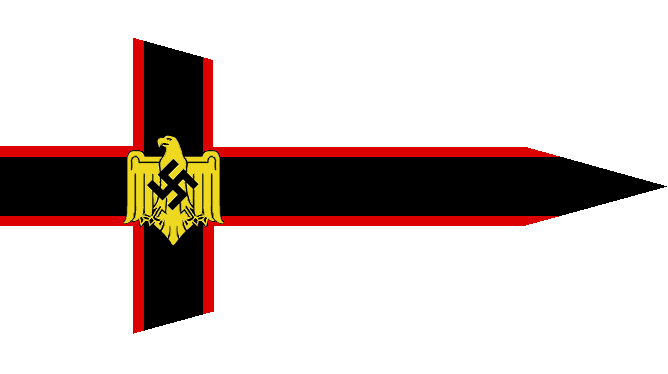
Grímpola del Yacht-Club von Deutschland.

Bandera de los deportes náuticos del Tercer Reich.

El Club de Yates de Alemania (en alemán Yacht-Club von Deutschland -YCvD-) fue un club náutico y plataforma federativa establecida en 1937 durante el gobierno nazi en Alemania.

## Historia
La Oficina de Deporte del Reich (DRL/NSRL) fue fundada en julio de 1934. Como resultado de su actividad todas las asociaciones deportivas alemanas gradualmente perdieron su independencia y se convirtieron en sujetos de su manipulación.
El Club de Yates de Alemania se originó después de los acontecimientos náuticos de los Juegos Olímpicos de 1936 celebrados en la Bahía de Kiel. Al año siguiente el prestigioso Club Náutico Imperial fue obligado a fusionarse con clubes locales más pequeños en el área de Kiel, como el Club de Vela de Kiel (Kieler Segelvereinigung -KSV-), para formar el nuevo Club de Yates de Alemania. El propósito principal de la creación del Club de Yates de Alemania era "poner en línea" y armonizar los dispersos clubes náuticos y de navegación de las ciudades de la antigua Liga Hanseática del Norte de Alemania bajo un comando central junto con el resto de clubes náuticos del resto de Alemania. El Club de Yates de Alemania fue ampliado posteriormente con la "absorción" ("Einverleibung") de más clubes náuticos alemanes, entre los que se incluyeron el Club Náutico de Baviera (Bayerischer Yacht-Club) y el Club de Yates de Wurtemberg, para formar una entidad masiva pangermánica.
Después del éxito en la organización de la Semana de Kiel en 1937, el Club de Yates de Alemania apoyó al Club de Regatas del Norte de Alemania (Norddeutscher Regatta Verein -NRV-) en la organización del Campeonato Europeo de Clase Star de ese mismo año.
Tras la anexión de Austria en 1938 ("Anschluss"), la mitad de los clubes náuticos austríacos también fueron puestos bajo el ala del Club de Yates de Alemania. En 1939 muchas de las competiciones de vela y otros acontecimientos planificados en preparación para los Juegos Olímpicos de Helsinki de 1940 se llevaban a cabo en Alemania, especialmente en Kiel, a pesar de la inminencia de la guerra.
La última actividad significativa del Club de Yates de Alemania justo antes de la irrupción de la II Guerra Mundial fue la organización del Campeonato Mundial de Star, conjuntamente con el NRV. Los miembros del YCvD Kiel Dr. Peter Hansohm y Christian Blankenburg terminaron terceros en la clasificación general. El 1 de septiembre, participantes que pertenecían principalmente a naciones que se habían convertido en hostiles fueron trasladados de forma segura a través de la frontera con Dinamarca junto con sus embarcaciones. Esta operación fue llevada a cabo con la asistencia de la Kriegsmarine. 
La II Guerra Mundial alteró radicalmente el rol del Club de Yates de Alemania en el país. Aunque continuó con sus actividades como escuela de vela entre la juventud por unos pocos años, la navegación fue desalentada. En 1940 los fondos monetarios para la organización de acontecimientos náuticos, como la Semana de Kiel, no estaban disponibles. Los contribuidores se vieron envalentonados a negar los fondos al Club de Yates de Alemania debido al cambio de prioridades por causa de la guerra.
En los últimos años de la guerra muchos miembros de las múltiples ramas del club de vela, entre ellos jóvenes adolescentes, tuvieron que ir a luchar al frente. El número de víctimas no se conoce. La corta vida del Yacht-Club von Deutschland finalizó con la capitulación del gobierno nazi en 1945. 
Como organización nazi, fue disuelta cuando el gobierno militar estadounidense emitió una ley especial en la que prohíbia el partido nazi y todas sus ramas. Los clubes náuticos que habían sido forzados a fusionarse pudieron volver a restablecerse de nuevo después de la guerra. Uno de ellos, el Club Náutico Imperial fue refundado como Club Náutico de Kiel, ya que el emperador había muerto en 1941.
El Club de Yates de Alemania no debe ser confundido con el Club de Yates a Motor de Alemania (Motor-Yacht-Club von Deutschland).

## Publicaciones
- Mitteilungsblatt des Yacht-Clubs von Deutschland. — Kiel: NS.-Gauverl. Schleswig-Holstein. (Boletín de noticias)
- Monatsschrift des Yacht-Clubs von Deutschland e.V. (Mensual).[8]